# Bancroft (Idaho)
Bancroft é uma cidade localizada no estado americano de Idaho, no Condado de Caribou.

## Demografia
Segundo o censo americano de 2000, a sua população era de 382 habitantes.
Em 2006, foi estimada uma população de 353, um decréscimo de 29 (-7.6%).

## Geografia
De acordo com o United States Census Bureau tem uma área de
1,7 km², dos quais 1,7 km² cobertos por terra e 0,0 km² cobertos por água. Bancroft localiza-se a aproximadamente 1608 m acima do nível do mar.

## Localidades na vizinhança
O diagrama seguinte representa as localidades num raio de 32 km ao redor de Bancroft.